# Харгривз, Джон (футболист)
Джон Ха́ргривз (англ. John Hargreaves; 13 декабря 1860 — 13 января 1903), также известный как Джек Харгривз (англ. Jack Hargreaves) — английский футболист, крайний нападающий. Выступал за футбольный «Блэкберн Роверс» и за футбольную сборную Англии.
Его старший брат Фред также играл за «Блэкберн Роверс» и за сборную Англии.

## Клубная карьера
Родился в Блэкберне (Ланкашир) в семье коронера Генри Ансуорта Харгривза и Элис Харгривз (в девичестве Фэр). Окончил Малвернский колледж. С 1878 по 1879 год выступал за футбольную команду колледжа.
С 1878 года выступал за клуб «Блэкберн Роверс». В сезоне 1881/82 помог команде дойти до финала Кубка Англии, в котором «Роверс» с минимальным счётом проиграл клубу «Олд Итонианс».
В сезоне 1883/84 «Роверс» вновь вышел в финал Кубка Англии, но на этот раз одержал в нём победу, обыграв шотландский клуб «Куинз Парк» со счётом 2:1 и впервые стал обладателем этого трофея.

## Карьера в сборной
26 февраля 1881 года Джон Харгривз дебютировал за национальную сборную Англии в товарищеском матче против сборной Уэльса, в котором англичане потерпели неожиданное поражение со счётом 0:1. В этом матче он сыграл вместе со своим старшим братом Фредом.
12 марта 1881 года провёл свой второй матч за сборную Англии в товарищеском матче против сборной Шотландии, в котором англичане потерпели разгромное поражение со счётом 1:6. Больше за сборную не играл, хотя вызывался на матч 24 февраля 1883 года против Ирландии, но не сыграл в нём из-за травмы.

#### Список матчей за сборную
| № | Дата            | Стадион                           | Соперник  | Результат | Турнир            |
| - | --------------- | --------------------------------- | --------- | --------- | ----------------- |
| 1 | 26 февраля 1881 | «Александра Медоуз», Блэкберн     | Уэльс     | 0:1       | Товарищеский матч |
| 2 | 12 марта 1881   | «Сарри Крикет Граунд», Кеннингтон | Шотландия | 1:6       | Товарищеский матч |

Итого: 2 матча / 0 голов; 0 побед, 0 ничьих, 2 поражения.

## Достижения

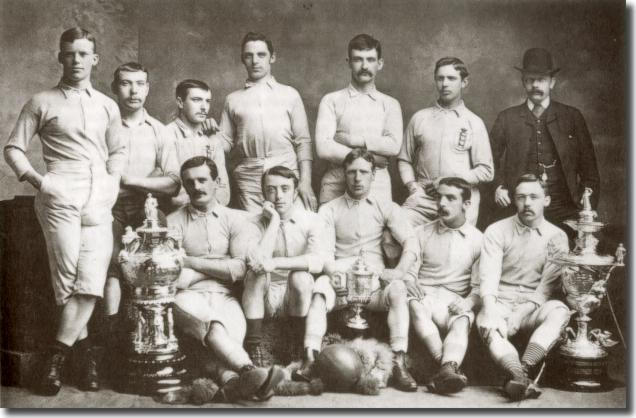
«Блэкберн Роверс» с Кубком Англии 1884 года (Джон Харгривз крайний справа в нижнем ряду)

«Блэкберн Роверс»
- Обладатель Кубка Англии: 1884
- Финалист Кубка Англии: 1882

## Вне футбола
По профессии был солиситором. Работал по профессии с 1884 года в Блэкберне.